# Mycalesis konglua
Mycalesis konglua är en fjärilsart som beskrevs av Robert Christopher Tytler 1939. Mycalesis konglua ingår i släktet Mycalesis och familjen praktfjärilar. Inga underarter finns listade i Catalogue of Life.